# شب همه شب
«شب همه شب» از آخرین سروده‌های نیما یوشیج است. 

شب همه شب شکسته خواب به چشمم

گوش بر زنگ کاروانستم

با صداهای نیم‌زنده ز دور

هم‌عنان گشته، هم‌زبان هستم.

جاده اما ز همه کس خالی‌ست

ریخته بر سر آوار آوار

این منم مانده به زندانِ شبِ تیره که باز

شب همه شب

گوش بر زنگ کاروانستم

## زمینه
نیما یوشیج (۱۲۷۶–۱۳۳۸) شاعر معاصر ایرانی و بنیان‌گذار شعر نوی فارسی است. او با شعر «افسانه» (۱۳۰۱) نوعی جهان‌بینی نو را به ادبیات فارسی و حتی فرهنگ ایرانی وارد ساخت که تا پیش از آن سابقه نداشت. با این حال، عملاً با شعر «ققنوس» (۱۳۱۶)، شعر نوی فارسی متولد شد، زیرا اولین بار در این شعر، مدلولی جدید با دالی جدید پیوند خورد و پدیده‌ای نو شکل گرفت. نیما نخستین آثار خود را در اواخر دوران مشروطه و سال‌های آغازین حکومت رضاشاه سرود یا منتشر کرد. از سال ۱۳۰۶ تا ۱۳۱۵ هیچ شعری از او منتشر نشد تا اینکه در سال ۱۳۱۶ سرایش و چاپ آثارش را از سر گرفت و شعر مهم «ققنوس» را خلق کرد. از ۱۳۱۶ تا ۱۳۲۷، نیما انواع قالب‌های شعری را آزمود. او در دورهٔ پایانی عمرش، یعنی از ۱۳۲۸ تا ۱۳۳۷، عمدتاً به سرایش و چاپ اشعار آزاد یا نیمایی پرداخت. سرایش «شب همه شب» نیز به همین دوره تعلق دارد.
امید طبیب‌زاده معتقد است نیما در دوران پایانی حیات ادبی‌اش، بیش از هر زمان دیگری، راه و روش بیان واقعی خود را می‌یابد و به شعر ناب نزدیک‌تر می‌شود. 
او چند شعر پایان دیوان نیما را از ناب‌ترین اشعار ادبیات فارسی می‌داند.
همچنین «شب» مضمون اصلی بسیاری از شعرهای نیما یوشیج است و عنوان یا آغاز برخی از شعرهای او با «شب» شکل می‌گیرد که از آن جمله می‌توان به مواردی مثل «هست شب»، «شب است»، «هنوز از شب»، «در شب سرد زمستانی»، «بر فراز شب»، «شب قرق» و «در نخستین ساعت شب» اشاره کرد. شعرهای دیگری نیز هستند که بدون عنوان «شب»، مضمون شب و تیرگی را نشان می‌دهند یا موضوع و رویداد آنها در شب است، مثل «تو را من چشم در راهم شباهنگام»، «تا صبح‌دمان در این شب گرم»، «آنکه می‌گرید با گردش شب» و همچنین شعرهای «مرغ آمین»، «مهتاب»، «کار شب پا» و «پادشاه فتح».
در اشعار نیما، «شب» معمولاً معنایی غیر از معنای شب حقیقی دارد. مثلاً اشعار «ترا من چشم در راهم» و «پاسها از شب گذشته است» که در دیوان نیما بلافاصله قبل از «شب همه شب» قرار دارند، هر دو در شب می‌گذرند.

## نقد
نیما در این شعر از شب‌های بی‌پایانی سخن می‌گوید که چشم به راه رسیدن کاروانی است. پرسشی که با خواندن شعر مطرح می‌شود این است که چرا شاعر فقط شب‌ها در انتظار کاروان است. شاعر گاه‌گاه صداهایی را از دور می‌شنود، اما جاده همچنان خالی است و شاعر با بیم و امید کماکان بیدار و منتظر است. سؤال دیگر این است که شاعر انتظار چه کاروانی را می‌کشد. «کاروان صبح»، «کاروان الهام شعر»، «کاروان انقلاب»، «کاروان مردم بیدارشده»، «کاروان مرگ» و «کاروان آخرالزمانی‌ای که هر ایرانی ناخودآگاه در انتظار آن است» پاسخ‌هایی است که می‌توان به این پرسش داد. شاعر با این شعر توانسته احساس انتظار بی‌پایان اما امیدوارانه را به خواننده القا کند.

## تأثیرپذیری
امید طبیب‌زاده و ابوالحسن نجفی معتقدند که احتمال دارد نیما این شعر را تحت‌تأثیر یکی از شعرهای شارل بودلر به‌نام «ویرانی» در کتاب گل‌های بدی سروده باشد.